# Christopher Drury
Christopher Drury (* 22. Juni 1952) ist ein ehemaliger britischer Leichtgewichts-Ruderer, der zwei Weltmeistertitel gewann.

## Sportliche Karriere
Der 1,78 m große Christopher Drury belegte bei den Weltmeisterschaften 1974 den siebten Platz im Leichtgewichts-Vierer ohne Steuermann zusammen mit Graeme Hall, Nicholas Tee und Daniel Topolski. Im Jahr darauf gewannen die Briten in der gleichen Besetzung die Silbermedaille bei den Weltmeisterschaften 1975 hinter den Franzosen. 1976 wechselten Hall und Drury in den Leichtgewichts-Achter, der bei den Weltmeisterschaften 1976 die Silbermedaille hinter dem deutschen Boot erruderte.
Bei den Weltmeisterschaften 1977 und 1978 siegte der britische Leichtgewichts-Achter, 1979 erreichte die Crew den fünften Platz. In den 1980er Jahren nahm Drury noch zweimal als Aktiver an Weltmeisterschaften teil. 1982 belegte er den sechsten Platz mit dem Leichtgewichts-Achter, 1985 war er wie elf Jahre zuvor Siebter im Leichtgewichts-Vierer ohne Steuermann.
Christopher Drury ruderte zunächst für den London Rowing Club, dem er von 1966 bis 1987 angehörte, danach ruderte er für den Upper Thames Rowing Club. Von 1967, damals noch als Steuermann, bis 1996 nahm Drury mit Vorläufen an 85 Rennen der Henley Royal Regatta teil, von denen er 55 gewann. Damit bestritt er die meisten Rennen in Henley, die meisten Siege gelangen Guy Nickalls. Nach seiner aktiven Karriere wurde Drury Ruder-Schiedsrichter, Höhepunkt seiner Schiedsrichter-Laufbahn war die olympische Regatta 2012.